# Gołębiak kasztanowaty
Gołębiak kasztanowaty (Zenaida graysoni) – gatunek średniej wielkości ptaka z rodziny gołębiowatych (Columbidae). Występował endemicznie na wyspie Socorro (archipelag Revillagigedo) należącej do Meksyku. Obecnie wymarły na wolności.
Taksonomia
Opis gatunku po raz pierwszy zamieszczono w czasopiśmie The Ibis w roku 1872. Jednakże gołębiak kasztanowaty został wspomniany rok wcześniej w Proceedings of the Boston Society of Natural History pod nazwą Zenaidura graysoni. Nazwa gatunkowa graysoni upamiętnia Edwarda Graysona, który pomagał w kolekcjonowaniu zbiorów na wyspie Socorro swojemu ojcu Andrew Graysonowi.
Morfologia
Długość ciała wynosi 26,5 do 30,5 cm, w tym dziób około 2,2 cm i ogon ok. 13,1 cm. Skrzydło mierzy 15,24 cm, a skok 2,74 cm. Wierzch głowy z wyjątkiem czoła szary. Czoło, boki głowy oraz pierś i górna część brzucha rdzawobrązowe do różowawego. Pod okiem, nieco z tyłu, czarna plamka; posiada szarą obrączkę oczną. Na karku po bokach dwie różowawe plamy. Wierzch ciała, kuper, grzbiet i środkowe sterówki kasztanowe. Na pokrywach skrzydłowych I rzędu czarne plamy przy zakończeniu. Lotki czarniawe, biało obrzeżone. Brzegowe sterówki szare. Dziób u nasady różowy, w reszcie niemal czarny. Nogi i stopy różowe.
Ekologia gatunku
Andrew Jackson Grayson opisując gołębiaka kasztanowatego nazwał go „samotnym gołębiem”, ponieważ nie zaobserwował pary tych ptaków. Wspomniał także o braku lęku przed człowiekiem. W habitacie przeważały rośliny z gatunków Guettarda insularis, Ilex socorroensis i Sideroxylon socorrense, a także czeremcha amerykańska (Prunus serotina), Ficus cotinifolia i Psidium socorrense, wszystkie naturalnie zasiedlające Socorro.
Status, zagrożenia
Obecnie gołębiak kasztanowaty posiada status wymarłego na wolności (EW, Extinct in the Wild). Ostatni raz widziany był w naturalnym środowisku w 1972 roku. Obserwacje w latach 1957 i 1958 nie wykazały jednak spadku liczebności. W ogrodach zoologicznych żyje kilkaset osobników tego gatunku (w tym około 25 w Wielkiej Brytanii). W latach 90. XX w. dużym problemem w Stanach Zjednoczonych było krzyżowanie się tego gatunku z gołębiakiem karolińskim (Z. macroura). Przyczyną wymarcia gatunku było drapieżnictwo ze strony kotów, których się nie obawiał, a także niszczenie środowiska przez owce i ludzi.
Od 1994 roku wyspa Socorro objęta jest ochroną. Europejskie Stowarzyszenie Ogrodów Zoologicznych i Akwariów prowadzi program rozrodu tego gatunku w niewoli. Na wyspie prowadzi się redukcję liczby owiec, które niszczą habitat. Zbadano gołębiaka kasztanowatego oraz gołąbeczka malutkiego (Columbina passerina) pod kątem zagrażającym im chorób; u obu gatunków wykryto malarię oraz rzęsistkowicę.